# Bala, Mehedinți
Bala là một xã thuộc hạt Mehedinți, România. Dân số thời điểm năm 2002 là 4695 người.